# Ptychadena ingeri
Espèce
Statut de conservation UICN

 DD  : Données insuffisantes
Ptychadena ingeri est une espèce d'amphibiens de la famille des Ptychadenidae.

## Répartition
Cette espèce est endémique du Nord-Est de la République démocratique du Congo. Elle se rencontre dans le parc national de la Garamba. Sa présence est incertaine au Soudan du Sud,.

## Étymologie
Son nom d'espèce lui a été donné en référence à Robert Frederick Inger, herpétologiste américain.

## Publication originale
- Perret, 1991 : Description de Ptychadena ingeri n. sp. (Anura, Ranidae) du Zaïre. Archives des Sciences, Genève, vol. 44, p. 265-281.